# Hyrax Hill

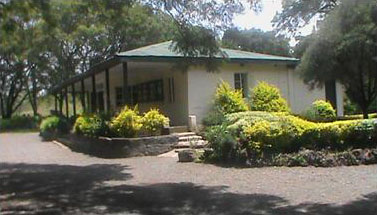
Hauptgebäude des Museums

Hyrax Hill ist eine prähistorische Fundstätte in Kenia (Afrika). Sie liegt in der Nähe von Nakuru im gleichnamigen County und gilt als eine der wichtigsten jungsteinzeitlichen Grabungsstätten des Landes. Die auf ca. 1500 v. Chr. datierte Anlage wurde 1926 von Louis und Mary Leakey entdeckt. Ab 1937 hat hier Mary Leakey gegraben. Es finden sich Siedlungsreste, Gräber und ein mit Steinen errichtetes Fort. Man fand 19 seltsam geköpfte Leichen in gekrümmter Haltung, aber auch ein heute noch weit verbreitetes Bao-Spielbrett mit seinen typischen Kuhlen. Auch neuere Funde aus der Eisenzeit sind in einem kleinen Museum präsentiert.